# Skrađani
Skrađani (cyr. Скрађани) – wieś w Serbii, w okręgu maczwańskim, w mieście Šabac. W 2011 roku liczyła 412 mieszkańców.